# Ichthyscopus spinosus
Ichthyscopus spinosus és una espècie de peix pertanyent a la família dels uranoscòpids.

## Hàbitat
És un peix marí, demersal i de clima tropical.

## Distribució geogràfica
Es troba a l'Índic oriental: Austràlia Occidental.

## Observacions
És inofensiu per als humans.